# Terre-de-Bas (île des Saintes)
Pour les articles homonymes, voir Terre-de-Bas (homonymie).
Terre-de-Bas est une île française située dans la Mer des Caraïbes appartenant à l'archipel des Saintes, une dépendance de la Guadeloupe. Elle fait partie de la commune de Terre-de-Bas avec les îlets inhabités des Augustins, du Pâté et de la Coche.

## Géographie
Séparée de la « Guadeloupe continentale » par le canal des Saintes, Terre-de-Bas s'étend sur 680 hectares de superficie contre 600 pour Terre-de-Haut. Elle est constituée d'un plateau central situé à une cinquantaine de mètres d'altitude, le « Massif Central ». L'altitude moyenne de l'île est de 139 mètres et elle culmine au morne Abymes à 293 mètres d'altitude.
D'origine volcanique, Terre-de-Bas est composée de plusieurs stratovolcans.

### Villages et répartition de la population
Quelques villages se répartissent dans les terres accidentées de l'île. "Petite Anse", le village le plus important de l'île est localisé dans une Vallée encerclée de montagne sans vue sur la mer. "Petite Anse" abrite les édifices administratifs de la municipalité (l'Hôtel de ville, le Bureau de poste, les écoles), et est située à l'opposé du port principal. Les plus vieilles bourgades construites sont les quartiers "de Grande-Anse" et "Petite Anse". La population est disséminée parmi 5 quartiers, plus ou moins bien délimités. Ils sont groupés dans deux parties :
| Est   | Est                                     | Ouest | Ouest                |
| Nr    | Quartier                                | Nr    | Quartier             |
| ----- | --------------------------------------- | ----- | -------------------- |
| 1 2 3 | Anse des Mûriers Grande-Anse Grand-Baie | 4 5   | Petite-Anse le Mapou |

## Économie
Fertile, Terre-de-Bas a eu une vocation principalement agricole jusqu'au début du XXe siècle alors que Terre-de-Haut, plus aride, était plus tournée vers la pêche. Aujourd'hui, les seules ressources de l'île sont quelques cultures, un peu de pêche et un tourisme discret.

Sept éoliennes haubanées de 275 kW unitaires rendent Terre-de-Bas excédentaire en électricité, lui permettant d'en fournir à la Guadeloupe continentale (Grande-Terre et Basse-Terre). Toutes peuvent être couchées au sol et arrimées, comme ce fut le cas lors des passages des ouragans Ivan et José.

## Monuments et lieux touristiques
- Grande Anse : petit village situé dans une anse du même nom, au nord-est de l'île, bourg d'arrivée des bateaux, bordé d'une plage de sable doré.
- Petite Anse : petit bourg tranquille, centre administratif de Terre-de-Bas, situé à l'ouest de l'île, dont certaines maisons de pierres rappellent l'origine [Normande et Charentaise] des habitants.
- L'église Saint Nicolas de Petite Anse, dont le plafond est en forme de carène de bateau renversé. Elle est entourée par un cimetière marin dont certaines tombes sont décorées de coquilles de lambis.
- La caféière
- Vestiges de l'ancienne poterie Fidelin
- Mémorial aux pêcheurs perdus en mer.

Plages
- Plage de Grand-Anse
- Plage du Bord de mer
- Plage de l'Anse à dos
- Plage de Grande Baie

## Artisanat
- Le Salako : coiffe traditionnelle réalisée artisanalement avec du tissu et du bambou.